# واهيغويا

واهيغويا هي بلدة تقع شمال بوركينا فاسو وهي رابع أكبر مدينة في البلاد، تبعد حوالي 182 كم شمال غرب العاصمة واغادوغو. خلال حرب قطاع أغاشير قصف الجيش المالي سوق المدينة مما أدى لمقتل 100 شخص.